# おいしいパスタがあると聞いて
『おいしいパスタがあると聞いて』（おいしいパスタがあるときいて）は、シンガーソングライター・あいみょんの3作目のフルアルバム。ワーナーミュージック・ジャパン内のレーベル「unBORDE」から2020年9月9日に発売された。前作『瞬間的シックスセンス』から約1年7か月ぶりのアルバムとなる。楽曲のプロデュース・アレンジには、あいみょんの作品ではお馴染みの田中ユウスケ、関口シンゴ、トオミヨウ、曾田茂一らが参加した。
アルバムには、2019年リリースの「ハルノヒ」「真夏の夜の匂いがする」「空の青さを知る人よ」と、2020年の「さよならの今日に」「裸の心」の5作のシングルのほか、新曲7曲の計12曲が収録された。本作には、弾き語りを軸にしたオーセンティックな曲から、前述の多彩なプロデューサーと共に作り上げたモダンなサウンドまでが共存している。同作は、前作の約2倍となる約12万枚の初動売上を記録し、Billboard Japan Hot Albumsで最高位2位を獲得、年間チャートでは8位をマークした。また、発売直後に日本レコード協会によってプラチナ認定（25万枚）を受けている。

## 背景
2020年7月23日、あいみょんのサード・アルバム『おいしいパスタがあると聞いて』が、同年9月9日にリリースされることがアナウンスされた。アルバムは、前作『瞬間的シックスセンス』から約1年7か月ぶりで、前作以降にリリースされたCDシングル4枚のタイトル曲「ハルノヒ」「真夏の夜の匂いがする」「空の青さを知る人よ」「裸の心」や、自身初の配信限定シングル「さよならの今日に」、新曲7曲の全12曲収録となっている。これまでの作品同様アートワークはとんだ林蘭が担当した。
タイトルについては、もともとは「瞬間的シックスセンス」みたいに漢字とカタカナを組み合わせようと思っていたが、今の自分にしっくりこなかったという。そんなときに携帯のメモ帳をひらいたところ、「おいしいパスタがあると聞いて」と書いてあり、「これだ！」と思って決定に至った。「青春のエキサイトメント」「瞬間的シックスセンス」と同じ14文字に収まった点も気に入っているという。これについてあいみょんは、「タイトルには後から段々と意味が付いてくる」と語っており、「ここで良い曲が聴けるって聞いたんですけど」というように、軽く暖簾をくぐるくらいの気持ちで聴いてもらえるようなアルバムだったらいいなとコメントした。

## 制作
収録曲は、あいみょんの400曲以上のストックの中から、「今歌いたい」と思った楽曲が選出された。元々のアルバムの発売日は7月になっていたといい、あいみょんは、2019年12月の全国ツアー「AIMYON TOUR 2019 -SIXTH SENSE STORY-」の頃からタイトルを決めたり収録曲を選んだりする作業を始めていた。今回のアルバムの収録曲のほとんどは2、3年前に書いたもので、DISH//に楽曲提供した「猫」や、シングル曲「裸の心」は2017年に書かれた。最も最近にできた曲は「さよならの今日に」であり、2019年末に書き上げられた。あいみょんは収録曲を選ぶにあたって、「最近できた新しい曲も含め今まで作った曲を全部聴いて、その中から今の自分に響いたり、今一番いいと思える曲」を選んでいるという。その中で、「気付かないうちに（制作）当時の心境が歌詞に表れているかもしれません。」とも語った。また、「裸の心」は本来アルバム収録曲になる予定だったが、「今の時代はバラードのヒット曲が生まれない」という話を耳にしたあいみょんが自らのバラード曲をシングルとして出すことに関心を示し、同曲のアレンジをトオミヨウに頼んだところ、「これがシングルにすべきバラードなんだ」と思えるほど良い曲が出来上がったという。結果、ドラマ「私の家政夫ナギサさん」のタイアップがついてシングルで先行リリースするに至った。

## 音楽性
楽曲の編曲には、あいみょんの作品ではお馴染みの田中ユウスケ、関口シンゴ、トオミヨウ、曾田茂一が参加し、全12曲にわたって幅広いアレンジが施されている。2020年初のシングル「さよならの今日に」はエレキギターをフィーチャーしたオルタナティブな曲調のメッセージソングで、先行リリースされた「裸の心」は、ストレートなバラード調のラウソングとなっている。オープニングを飾る「黄昏にバカ話をしたあの日を思い出す時を」は、楽団を連想させるマーチングのリズムに乗って、"変わることのない反骨精神"を歌っている。あいみょんは同曲を「意思表示に近い」と説明し、ファースト・アルバム『青春のエキサイトメント』のころの反骨精神といった気持ちがまだ自分の中にあることを再確認できてよかったと振り返った。「朝陽」と「ポプリの葉」はあいみょん自身の経験を基に書かれている。「朝陽」では少し高めの声をわざと出したりしたといい、あいみょんは「曲調に合った声の出し方」、「自分の曲の歌い方」がわかってきたと語った。「チカ」では、「完璧でない、どこかにくめない女の子」について歌われており、あいみょんはこの女の子を人魚に仮定していたという。厚みのあるギターサウンドが特徴的な「マシマロ」は、"おっぱい"について書かれており、官能小説を読んでいた頃の自分を呼び覚まして制作された。アルバムの最後を締めくくる「そんな風に生きている」は、リードナンバー同様"意思表示"が歌われた曲で、あいみょんの自らの生き方が綴られた。

## リリース
アルバムは、初回盤・通常盤の2形態でリリースされ、初回盤には特典として未発表曲「サラバ」を含む、10曲入りの弾き語りCD「風とリボン - POTATO STUDIO, June, 2020 - 」を収録し、2形態共通でスリーブケース仕様となっている。各社で異なる先着購入者特典として、メガジャケ（通常盤絵柄）、A4サイズクリアファイル、オリジナル・カラビナキーホルダー、ランチトートエコバッグが付属、またタワーレコード・楽天ブックスでは限定Tシャツ付きのCDも販売された。

## 評価

### 批評
- ロッキング・オンの高橋美穂は、本作は「様々な年代の音楽を、リスペクトを捧げるように大切に、でも2020年の彼女らしい手法で昇華」されていると評し、あいみょんが今も下剋上にある精神性を見せている点について、「恐るべき揺るがなさであり、真の大衆音楽家である」と称賛した[12]。
- Real Soundの森朋之は、あいみょんは絶頂期の中島みゆきや松任谷由実のように、「虚勢を張るでも着飾るでもなくトレンドを追うわけでもなく、彼女自身のなかに生まれたその瞬間の感情を正確にスケッチし、誰もが共振できるポップスへと導く才能はさらに研ぎ澄まされ、普遍的な魅力を放っている。」と語った[13]。
- 音楽レビューサイトMikikiの出嶌孝次は、本作に「往年のロックやニューミュージック、そこから地続きな90年代J-POPの味わいが根幹となる、不思議な懐かしさを帯びた魅力」を指摘し、評価した[14]。
- ミュージック・マガジンの編集長・久保太郎は、本作にこれまで以上の「安定感」があることを指摘し、それゆえに「かつての異物感が少なくなって、アルバム全体はフォーキーなJポップに落ち着いてしまっているのが痛し痒しというところ。」と述べた[1]。

### 受賞とノミネート
| 年     | 音楽賞               | 結果 | 出典   |
| ------ | -------------------- | ---- | ------ |
| 2021年 | 第13回CDショップ大賞 | 入賞 | [ 15 ] |

## チャート成績
『おいしいパスタがあると聞いて』は、リリース後の初動3日間で77,986枚を売り上げ、初週122,708枚でオリコン週間アルバムランキング/Billboard Japan Hot Albumsにて2位にランクインした。前作『瞬間的シックスセンス』(6.9万枚)の約2倍のセールスとなっている。また、女性ソロアーティストのオリジナルアルバムの初動売上が10万枚を超えるのは、2018年6月の宇多田ヒカルの『初恋』（20.8万枚)以来である。2週目以降も売り上げを大幅に落とすことなく、CD売上枚数は9週連続でTOP20入りを果たし、デジタルセールスは7週間連続、Billboard Japan Hot Albumsは9週連続でTOP10にランクインし続けた。本作は、10月終盤には累計売上枚数が20万枚を突破し、11月には前作の累計売上枚数を上回った。
本作は、2020年度Billboard Japan年間チャートで、CDセールス11位、ダウンロード7位、ルックアップ4位を記録し、総合8位を獲得。また、オリコンの2020年度年間チャートでは15位を記録している。

## 収録曲
| 全作詞・作曲: あいみょん。 | |            |            |                                                                   |      |
| #                          | タイトル | 作詞       | 作曲・編曲 | 編曲                                                              | 時間 |
| 1.                         | 「黄昏にバカ話をしたあの日を思い出す時を」 | あいみょん | あいみょん | 立崎優介・近藤隆史 田中ユウスケ                                   | 3:42 |
| 2.                         | 「ハルノヒ」(アニメ映画『クレヨンしんちゃん 新婚旅行ハリケーン 〜失われたひろし〜』主題歌/テレビ朝日系アニメ『クレヨンしんちゃん』エンディングテーマ) | あいみょん | あいみょん | 立崎優介 田中ユウスケ                                             | 5:24 |
| 3.                         | 「シガレット」 | あいみょん | あいみょん | 関口シンゴ                                                        | 3:29 |
| 4.                         | 「さよならの今日に」(日本テレビ系『NNN news zero』エンディングテーマ)                                                                                 | あいみょん | あいみょん | 近藤隆史・立崎優介 田中ユウスケ                                   | 5:43 |
| 5.                         | 「朝陽」 | あいみょん | あいみょん | 関口シンゴ                                                        | 3:23 |
| 6.                         | 「裸の心」(TBS系火曜ドラマ『私の家政夫ナギサさん』主題歌)                                                                                             | あいみょん | あいみょん | トオミ ヨウ                                                       | 4:55 |
| 7.                         | 「マシマロ」 | あいみょん | あいみょん | トオミ ヨウ                                                       | 2:47 |
| 8.                         | 「空の青さを知る人よ」(アニメ映画『空の青さを知る人よ』主題歌)                                                                                        | あいみょん | あいみょん | 近藤隆史・立崎優介 田中ユウスケ 岡村美央 （ストリングスアレンジ） | 5:02 |
| 9.                         | 「真夏の夜の匂いがする」(TBS系火曜ドラマ『Heaven? 〜ご苦楽レストラン〜』主題歌)                                                                       | あいみょん | あいみょん | 立崎優介・近藤隆史 田中ユウスケ                                   | 3:55 |
| 10.                        | 「ポプリの葉」 | あいみょん | あいみょん | 関口シンゴ                                                        | 3:45 |
| 11.                        | 「チカ」 | あいみょん | あいみょん | 近藤隆史 田中ユウスケ                                             | 3:07 |
| 12.                        | 「そんな風に生きている」 | あいみょん | あいみょん | 會田茂一                                                          | 3:03 |
| 合計時間:                  | 合計時間: | 合計時間:  | 48:15      |                                                                   |      |

| #         | タイトル               | 作詞  | 作曲・編曲 | 時間 |
| --------- | ---------------------- | ----- | ---------- | ---- |
| 1.        | 「ふたりの世界」       |       |            | 5:00 |
| 2.        | 「愛を伝えたいだとか」 |       |            | 4:07 |
| 3.        | 「サラバ」             |       |            | 3:14 |
| 4.        | 「二人だけの国」       |       |            | 5:52 |
| 5.        | 「ハッピー」           |       |            | 4:32 |
| 6.        | 「葵」                 |       |            | 4:08 |
| 7.        | 「ハルノヒ」           |       |            | 6:08 |
| 8.        | 「裸の心」             |       |            | 5:09 |
| 9.        | 「マリーゴールド」     |       |            | 4:46 |
| 10.       | 「青春と青春と青春」   |       |            | 4:57 |
| 合計時間: | 合計時間:              | 47:53 |            |      |

## チャートと売上
| チャート（2020年）              | 最高位 |
| ------------------------------- | ------ |
| Billboard Japan Hot Albums      | 2      |
| Billboard Japan Top Album Sales | 2      |
| Billboard Japan Download Albums | 1      |
| オリコン週間アルバムチャート    | 2      |
| オリコン週間 デジタルアルバム   | 1      |
| オリコン週間 合算アルバム       | 2      |

| チャート（2020年）              | 順位 |
| ------------------------------- | ---- |
| Billboard Japan Hot Albums      | 8    |
| Billboard Japan Download Albums | 7    |
| オリコン年間アルバム            | 15   |
| オリコン年間デジタルアルバム    | 5    |
| オリコン年間合算アルバム        | 10   |

### 認定とセールス
| 国/地域                                             | 認定     | 認定/売上数                        |
| --------------------------------------------------- | -------- | ---------------------------------- |
| 日本 (RIAJ)                                         | プラチナ | 225,000（フィジカルCD)             |
| 日本 (RIAJ)                                         | N/A      | 27,640（デジタル配信）（オリコン） |
| CD+DL                                               |          |                                    |
| 日本 (RIAJ)                                         | N/A      | 252,600                            |
| * 認定のみに基づく売上数 ^ 認定のみに基づく出荷枚数 |          |                                    |

### 収録曲のチャート
| #  | 曲名               | Hot 100 | DL   | ST   | 出典   |
| -- | ------------------ | ------- | ---- | ---- | ------ |
| #2 | ハルノヒ           | 23位    | 30位 | 22位 | [ 32 ] |
| #4 | さよならの今日に   | -       | -    | 71位 | [ 33 ] |
| #5 | 朝陽               | 49位    | 40位 | 69位 | [ 34 ] |
| #6 | 裸の心             | 4位     | 2位  | 3位  | [ 35 ] |
| #8 | 空の青さを知る人よ | 89位    | -    | 62位 | [ 36 ] |

## AIMYON TOUR 2020“ミート・ミート”
『AIMYON TOUR 2020“ミート・ミート”』（あいみょん ツアー 2020 ミート・ミート）は、あいみょんが2020年の11月と12月に行った全5都市10公演コンサートツアー。

### 背景
ツアーは、当初は10月に開幕し全国12会場24公演を回る予定だったが、新型コロナウイルスの感染拡大の影響を受けて7会場14公演の中止が7月に発表されていた。結果、感染拡大防止のガイドラインに沿う形で、11月30日の大阪・大阪城ホール公演を皮切りに全国5会場10公演を行なうことになった。
ツアータイトルについてあいみょんは、「『ミート・ミート』にしたのは、ミートソースパスタにかけてるのもあるんですけど、『また私と会おう、ミート・ミートしよう』という意味合いが一番強かった」と語っている。

### 日程
| 公演日   | 曜日 | 都市       | 会場                                    | 開場/開演   |
| -------- | ---- | ---------- | --------------------------------------- | ----------- |
| 11月30日 | 月曜 | 大阪市     | 大阪城ホール                            | 17:30/19:00 |
| 12月1日  | 火曜 | 大阪市     | 大阪城ホール                            | 17:30/19:00 |
| 12月5日  | 土曜 | 松山市     | 愛媛県武道館                            | 17:00/18:00 |
| 12月6日  | 日曜 | 松山市     | 愛媛県武道館                            | 15:00/16:00 |
| 12月9日  | 水曜 | 名古屋市   | 名古屋市総合体育館 （日本ガイシホール） | 17:30/19:00 |
| 12月10日 | 木曜 | 名古屋市   | 名古屋市総合体育館 （日本ガイシホール） | 17:30/19:00 |
| 12月12日 | 土曜 | さいたま市 | さいたまスーパーアリーナ                | 16:30/18:00 |
| 12月13日 | 日曜 | さいたま市 | さいたまスーパーアリーナ                | 17:30/19:00 |
| 12月18日 | 金曜 | 横浜市     | 横浜アリーナ                            | 16:30/18:00 |
| 12月19日 | 土曜 | 横浜市     | 横浜アリーナ                            | 17:30/19:00 |
| 12月26日 | 土曜 | 福岡市     | マリンメッセ福岡                        | 16:30/18:00 |
| 12月27日 | 日曜 | 福岡市     | マリンメッセ福岡                        | 17:30/19:00 |